# Seller See
Der Seller See ist ein Baggersee in der Bauerschaft Sellen nordwestlich der Stadt Steinfurt. Er befindet sich zwischen den Bundesstraßen B 70, B 54 bzw. der Ochtruper Straße und der Wettringer Straße. Die Wasserfläche beträgt ca. 9 ha und hat einem Umfang von ca. 1,3 km. An der tiefsten Stelle misst der See etwa 5,5 m. Im See befindet sich eine mit Bäumen und Sträuchern bewachsene Insel von etwa 0,2 ha. Der See ist von Bäumen und Sträuchern umgeben, durch die ein Rundweg führt.

## Nutzung
Der See wird als Pachtgewässer durch den Angelsportverein Burgsteinfurt sowie durch den Segelsportverein SSG Stormvogel genutzt. Die Vereine haben auch die Pflege der Uferbepflanzung sowie des Rundweges übernommen. An der nordöstlichen Seite befinden sich ein Vereinsheim, Steganlagen und ein kleiner Kinderspielplatz.

## Flora
Prominent vorkommende Baumarten sind Erlen, Weide und Eichen. 

## Fauna
Das Fischvorkommen umfasst Aal, Barsch, Brassen, Hecht, Karpfen, Rotauge, Rotfeder, Schleie, Wels und Zander. An Wasservögeln finden sich u. a. Haubentaucher, verschiedene Entenarten, Blässhühner, Graugänse und Kanadagänse. Das Fledermausvorkommen wird durch aufgehängte Fledermauskästen unterstützt. 

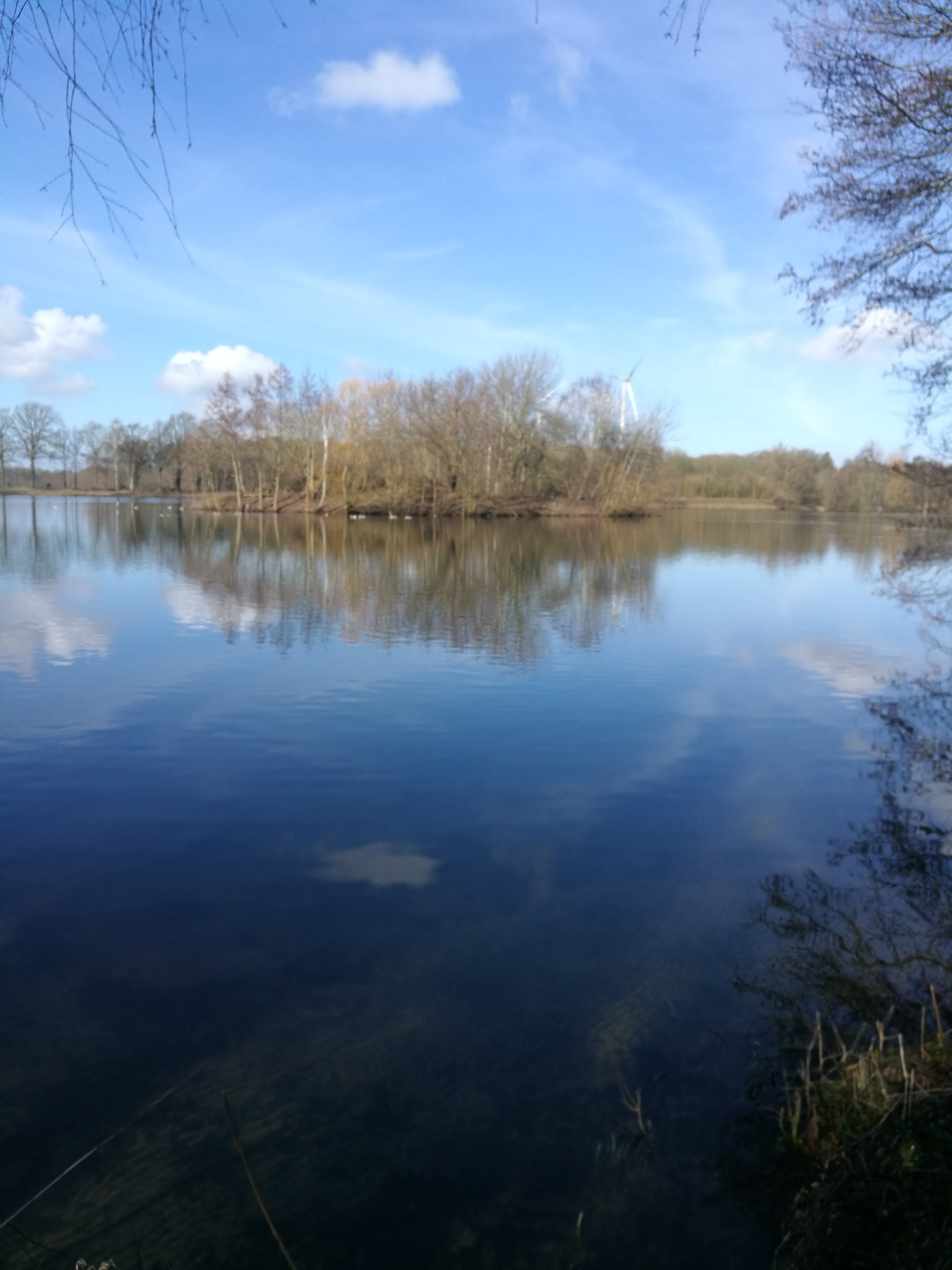
Insel im Seller See
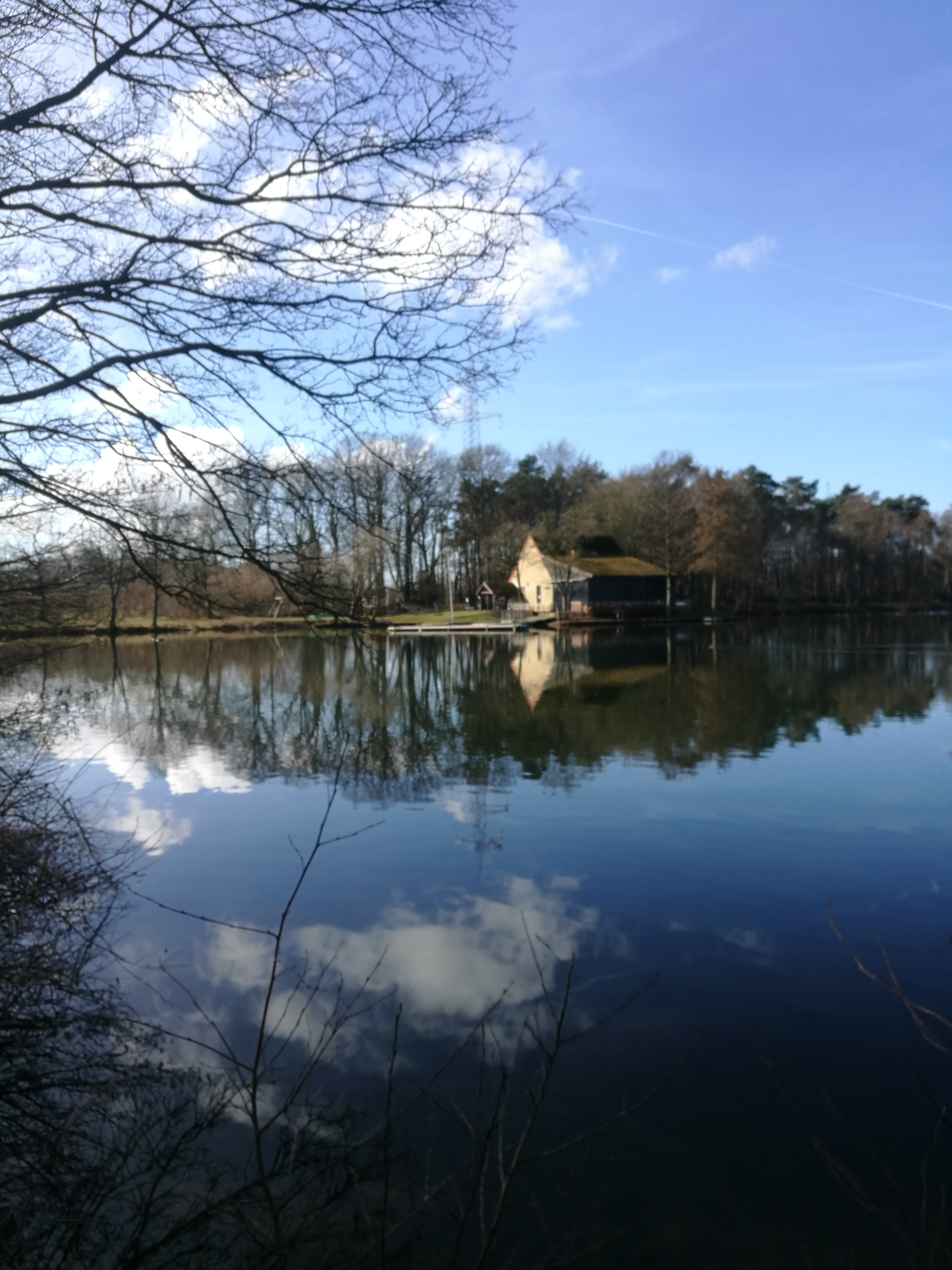
Vereinshaus
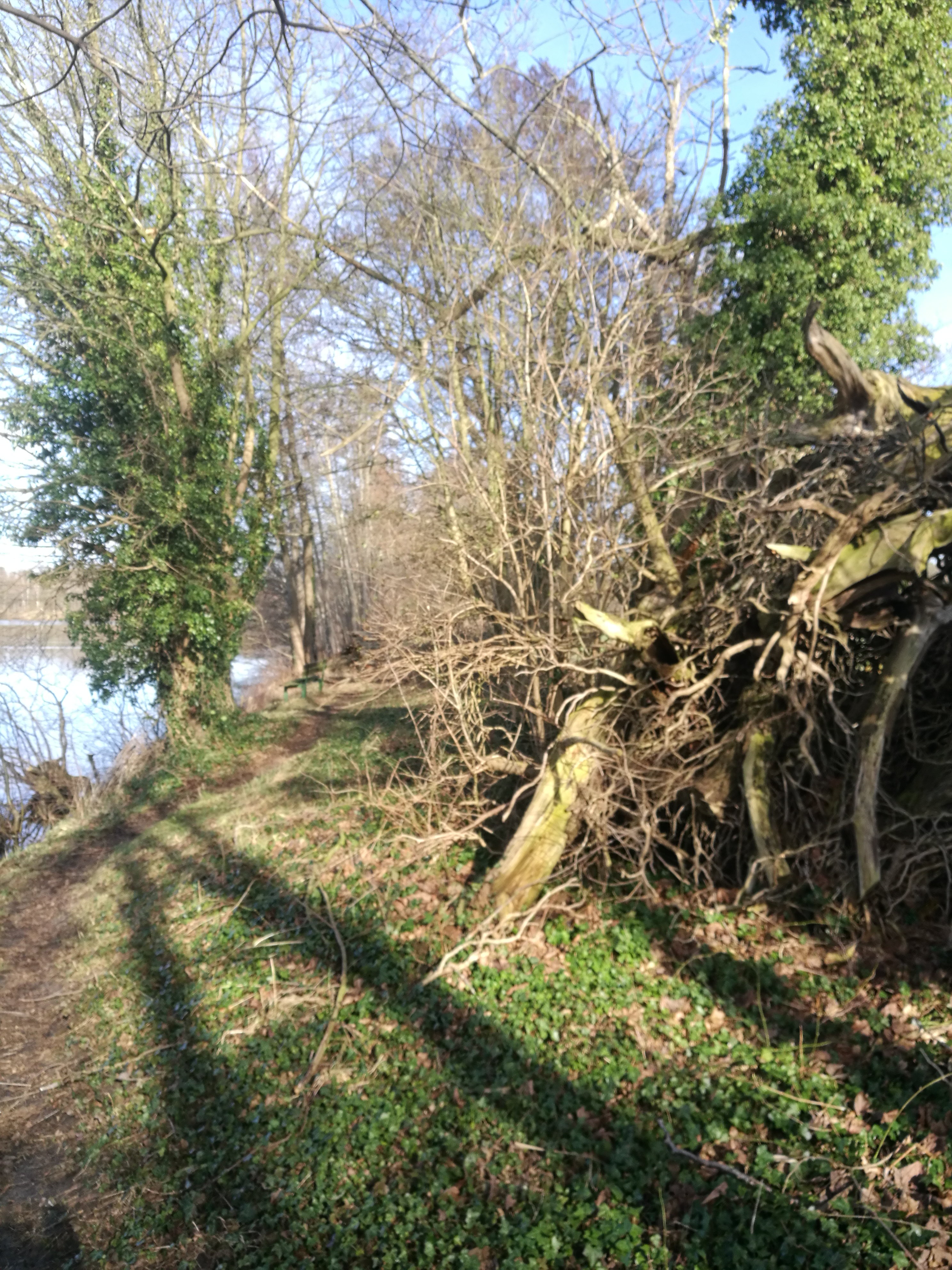
Rundweg